# Вотум
Вотум — думка чи рішення, прийняті або виражені в іншій формі більшістю голосів виборців чи представницьким органом.
У парламентській практиці ряду держав в такому порядку виражається схвалення або несхвалення діяльності уряду або міністра (вотум недовіри). При отриманні вотуму недовіри уряд або міністр іде у відставку.

## Види
- Вотум довіри — у державах з парламентарною формою правління виражене здебільшого нижньою палатою схвалення політичної лінії, певної акції чи законопроєкту уряду чи окремого міністра;
- Вотум виборчий — результати виборчої кампанії по виборах парламенту, президента, муніципалітетів тощо;
- Вотум непрямий (евентуальний) — порядок визначення результатів голосування при пропорційній системі виборів, за яким голоси, віддані певному кандидатові, що перевищують виборчу квоту, зараховуються іншому з того ж партійного списку;
- Вотум множинний (плюральний) — у деяких країнах порядок, відповідно до якого певні категорії виборців мають на виборах два чи більше голосів;
- Вотум недовіри — у державах із парламентарною формою правління виражене здебільшого нижньою палатою несхвалення політичної лінії, певної акції чи законопроєкту уряду або окремого міністра, що призводить чи до відставки цього уряду і формування нового (урядова криза), чи до розпуску парламенту (нижньої палати) і проведення дострокових парламентських виборів;
- Вотум обов'язковий — у деяких країнах юридичний обов'язок усіх дієздатних громадян брати участь у голосуванні на виборах державних органів влади під загрозою накладення штрафу.